# ميوكو هارادا
ميوكو هارادا (باليابانية: 原田美枝子) هي مؤدية وممثلة يابانية، ولدت في 26 ديسمبر 1958 بطوكيو في اليابان. من الجوائز التي نالتها Japan Academy Film Prize for Outstanding Performance by an Actress in a Leading Role ‏ سنة 1999.

## أعمال

### أفلام
- (1985) ران
- (1999) بعد المطر
- (2002)  قلعة ما وراء المرآة
- (2005) هينوكيو

## جوائز وترشيحات
جوائز
- Japan Academy Film Prize for Outstanding Performance by an Actress in a Leading Role [الإنجليزية]‏ (1999)

ترشيحات
- Japan Academy Film Prize for Outstanding Performance by an Actress in a Leading Role [الإنجليزية]‏ (2003)
- جائزة الجمعية الوطنية للنقاد السينمائيين لأفضل ممثلة مساعدة [الإنجليزية]‏، عن عمل: ران (1985)

## وصلات خارجية
- ميوكو هارادا على موقع IMDb (الإنجليزية)
- ميوكو هارادا على موقع ألو سيني (الفرنسية)
- ميوكو هارادا على موقع أول موفي (الإنجليزية)
- ميوكو هارادا على موقع قاعدة بيانات الأفلام السويدية (السويدية)
- ميوكو هارادا على موقع قاعدة بيانات الفيلم (الإنجليزية)
- ميوكو هارادا على موقع كينوبويسك (الروسية)
- ميوكو هارادا على موقع كينوبويسك (الروسية)
- ميوكو هارادا على موقع ANN person (الإنجليزية)